# Indoor Brabant
Indoor Brabant is een sportevenement voor de paardensport. Dit evenement wordt jaarlijks gehouden in de Brabanthallen 's-Hertogenbosch in de Brabantse hoofdstad 's-Hertogenbosch.
Op het programma van het evenement staan vier onderdelen die tellen voor de FEI Wereldbeker van de Fédération Équestre Internationale: dressuur, springen, derby en kür op muziek. Het evenement duurt vier dagen.